# Кавам ад-Дин Ширази
Кава́м ад-Дин Му’аммар Ширази́ (? — ок. 1440 или 17 января 1439) — персидский архитектор. Жил в Ширазе, создавал свои постройки в эпоху династии Тимуридов.
Подробных сведений о его жизни нет. Известен как изобретатель конструкции купола на пересекающихся арках, соединяющего четыре угла здания, создание которой позволило расширить подкупольное пространство зданий. Наиболее известными постройками по его проектам являются медресе Гаухаршад-ага, построенная в 1404—1417 годах, и расположенный к югу от неё культовый ансамбль Мусаллы близ Герата, созданный в 1417—1438 годах.